# 145P/Shoemaker-Levy
145P/Shoemaker-Levy (również 145P/Shoemaker-Levy 5) – kometa krótkookresowa, należąca do rodziny komet Jowisza.

## Odkrycie
Kometa została odkryta 13 grudnia 1991 roku w Obserwatorium Palomar w Kalifornii. Jej odkrywcami jest trójka astronomów Carolyn Shoemaker, Eugene Shoemaker oraz David Levy.

## Orbita komety
Orbita komety 145P/Shoemaker-Levy ma kształt elipsy o mimośrodzie 0,54. Jej peryhelium znajduje się w odległości 1,90 j.a., aphelium zaś 6,38 j.a. od Słońca. Jej okres obiegu wokół Słońca wynosi 8,43 roku, nachylenie orbity do ekliptyki to wartość 11,28˚.